# Eunice Sanborn
Eunice Sanborn, née le 20 juillet 1896 et morte le 31 janvier 2011, est une supercentenaire américaine, annoncée comme doyenne de l'humanité à la mort de la Française Eugénie Blanchard le 4 novembre 2010. Le 2 mars 2010, elle devient l'une des 50 personnes des États-Unis à avoir vécu le plus longtemps  et, à partir du 7 avril 2010, figure dans la liste des 100 personnes ayant vécu le plus longtemps de toute l'histoire de l'humanité.
À sa mort fin janvier 2011, l'Américaine Besse Cooper est reconnue comme nouvelle doyenne de l'humanité.
Toutefois, en mai 2011, il s'avère que la Brésilienne Maria Gomes Valentim était en fait plus âgée que les deux Américaines. Elle était ainsi la doyenne de l'humanité depuis le 4 novembre 2010.

## Biographie
Sanborn est née Eunice Allen Lyons dans le Lake Charles, en Louisiane de Augustus et Varina Lyons. Elle se maria une première fois en 1913, à 17 ans. Son premier époux est mort dans un accident. En 1937, partageant sa vie avec son second époux, elle déménage au Texas où elle devient cofondatrice de Love's Lookout. Elle et son époux ont construit la première piscine en béton de Cherokee County. Sa fille, Dorothy, meurt en 2005 à l'âge de 90 ans. Sanborn vivait à Jacksonville au Texas.
Elle meurt le 31 janvier 2011 à l'âge de 114 ans.

## Records
Le 6 avril 2010, Neva Morris meurt, et Eunice Sanborn, à l'âge de 113 ans et 260 jours devient la plus vieille personne vivante aux États-Unis.
Le 4 novembre 2010, Eugénie Blanchard meurt, et Eunice Sanborn à 114 ans et 107 jours, devient officiellement la plus vieille personne de la planète.
Le 31 janvier 2011, Eunice Sanborn meurt à 114 ans et 195 jours et Besse Cooper devient la nouvelle doyenne de l'humanité.
En mai 2011, on reconnaît les preuves de l'âge de Maria Gomes Valentim qui, plus âgée que Eunice Sanborn, aurait dû être officiellement la plus vieille personne de la planète depuis le 4 novembre 2010.